# Micropterix calthella
Micropterix calthella es una especie de lepidópteros de la familia Micropterigidae. Miden entre 3.1 y 4.6 mm. Son polinizadores de numerosas especies de plantas, por ejemplo, Caltha palustris y  Ranunculus spp.

## Distribución geográfica
Se encuentra en el centro y norte de Europa, alcanzando la zona central de Siberia. No se han registrado individuos de esta especie en las islas del mar Mediterráneo ni en la península ibérica.

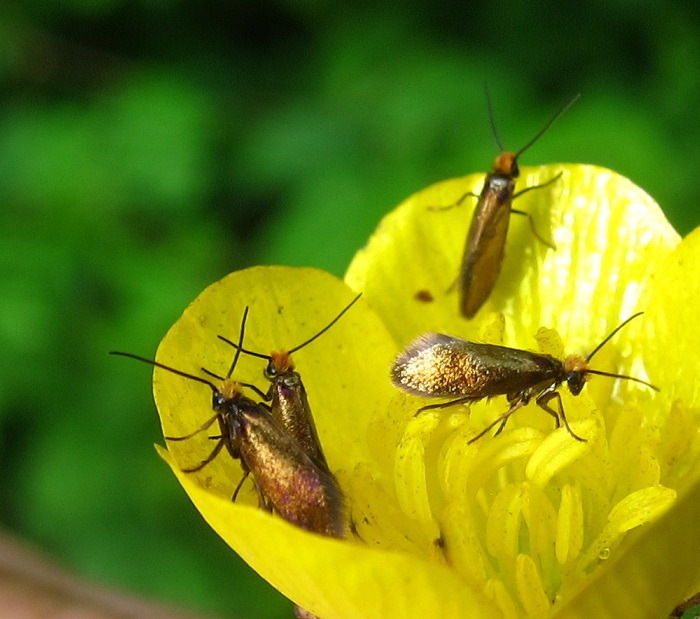
Micropterix calthella.